# Fish Out of Water (BoJack Horseman)
Fish out of Water is de 4e aflevering van het 3e seizoen van de animatieserie BoJack Horseman. De aflevering is bijna volledig zonder dialoog. De aflevering werd genomineerd voor een Annie Award en een WGA Award.

## Verhaal
BoJack Horseman wordt door zijn publicist opgedragen naar een onderwater film festival te gaan om zijn nieuwe film te promoten. Vissen en andere zeedieren kunnen onder water normaal met elkaar communiceren maar landwezens zoals mensen en paarden kunnen dit niet verstaan. De aflevering lijkt sterk geïnspireerd te zijn op de film Lost in Translation. BoJack kijkt naar onderwater televisie met absurdistische en hyperactieve reclames die hij niet kan verstaan. Ook beledigd hij meerdere vissen door zijn duim op te steken, wat in de onderwater cultuur een obsceen gebaar zou zijn. 
Zowel BoJack als de kijker kunnen niks volgen van de dialogen. Alle gesproken tekst klinkt als gebrabbel. De aflevering bestaat dan ook bijna volledig uit geluidseffecten en muziek.